# Монтеагудо (Наварра)
Монтеагудо (ісп. Monteagudo) — муніципалітет в Іспанії, у складі автономної спільноти Наварра. Населення — 1168 осіб (2009).
Муніципалітет розташований на відстані близько 240 км на північний схід від Мадрида, 95 км на південь від Памплони.

## Демографія
Динаміка населення (INE ):

## Галерея зображень

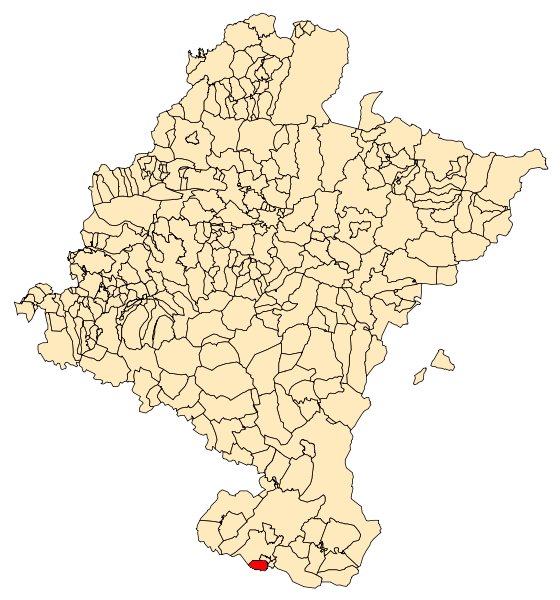
Розташування муніципалітету